# Вади-аль-Хитан
Вади-аль-Хитан (араб. وادي الحيتان‎, «Долина китов») — палеонтологические находки, расположенные в египетском губернаторстве Эль-Файюм приблизительно в 150 км к юго-западу от Каира. В июле 2005 года они были включены в список Всемирного наследия ЮНЕСКО благодаря хорошо сохранившимся в большом количестве ископаемым остаткам древних китов, принадлежащих к исчезнувшему подотряду Archaeoceti (включая базилозавров и дорудонов). Данные окаменелости иллюстрируют часть эволюционного процесса — происхождение китов от животных, обитавших на суше. Особо охраняемый ландшафт, в котором размещены эти образцы, также доступен и пригоден для исследований.

## Описание

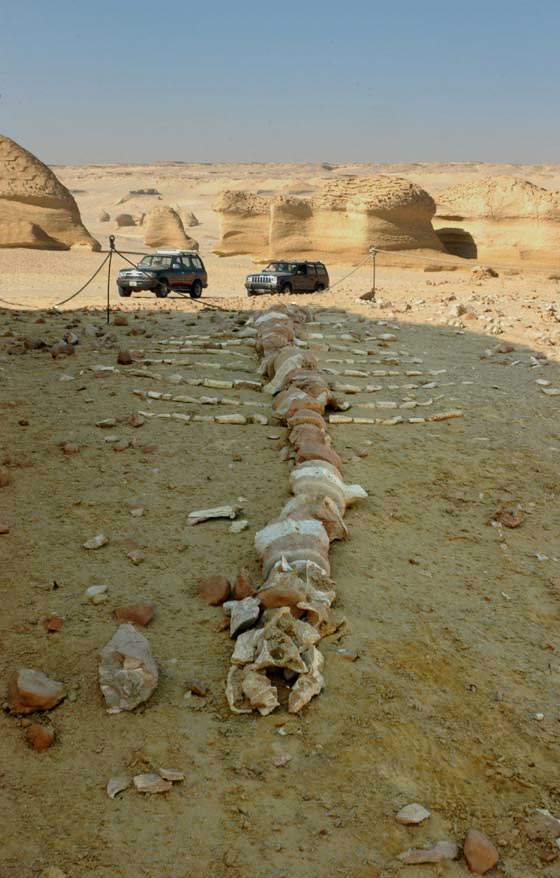
Скелет кита

Скелет кита

Ископаемые остатки из Вади-аль-Хитана не были первыми обнаруженными образцами древних китов, однако отличаются большим количеством и хорошей сохранностью — сохранилось даже содержимое желудков некоторых образцов. Найденные в Вади аль-Хитан остатки других животных — акул, крокодилов, пилорылых, черепах и скатов — позволяют воссоздать окружающую среду и экологическое состояние того периода.
Первые ископаемые остатки были найдены в Вади-аль-Хитан зимой 1902—1903 года. Окаменелости относятся к дорудонам, самым ранним представителям древних китов Archaeoceti, и отражают стадию их развития, на которой они уже почти полностью утратили свои задние конечности, их тело имело обтекаемую форму, как у современных китов, но зубная система и череп всё ещё имели примитивное строение. Самый крупный скелет достигает длины 21 м, на нём имеются хорошо развитые ласты с пятью пальцами, но при этом — всё ещё достаточно развитые задние конечности. Форма тела найденных китов была змеевидной[уточнить], они были плотоядными.
Вади-аль-Хитан является также местом обитания 15 видов пустынных растений, 15 видов млекопитающих, включая североафриканского шакала, красную лисицу, египетского мангуста, африканскую дикую кошку и других. Также зарегистрировано присутствие 19 видов пресмыкающихся и 36 видов птиц, которых привлекают озёра Вади-аль-Раяна.

## Интересные факты

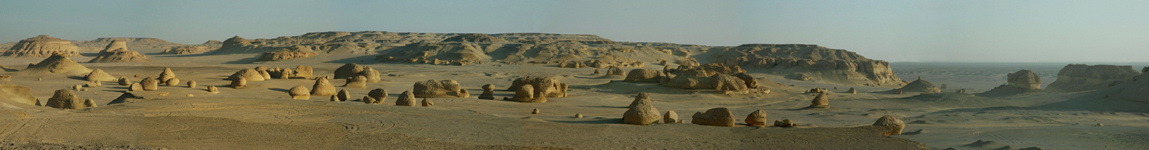
Панорамный вид Вади-аль-Хитан

В июле 2007 года египетское правительство заявило, что 2 машины, управляемые бельгийскими дипломатами, заехали на охраняемую территорию и нанесли ущерб в размере 325 000 долларов США. Бельгийское правительство отказалось признать факт нанесения ущерба своими дипломатами. Инцидент остался нерешённым.